# KABC-TV
KABC-TV (também conhecida como ABC 7) é uma emissora de televisão estadunidense licenciada para Los Angeles, na Califórnia, porém sediada em Glendale. Opera no canal 7 VHF digital, e é uma emissora própria da ABC. Pertence a ABC Owned Television Stations, subsidiária da Disney Media and Entertainment Distribution. Seus estúdios estão localizados no Grand Central Business Centre em Glendale, e seu transmissor está localizado no Monte Wilson.

## História
A emissora entrou no ar pela primeira vez com o prefixo KECA-TV em 16 de setembro de 1949. O prefixo era derivado da emissora de rádio irmã KECA (790 AM, hoje KABC), e foi escolhido em homenagem ao pioneiro da radiodifusão de Los Angeles, Earle C. Anthony, que já havia sido proprietário da mesma. Originalmente, a emissora estava localizada no ABC Television Center, agora chamado The Prospect Studios, na Prospect Avenue, no bairro de Los Feliz em Los Angeles, a leste de Hollywood. Em 1 de fevereiro de 1954, a emissora mudou seu prefixo para KABC-TV.
Em dezembro de 2000, a KABC-TV mudou-se para a cidade vizinha, Glendale, em uma nova sede de última geração projetada por César Pelli, que faz parte do Disney Grand Central Creative Campus (GC3), no Grand Central Business Center, no local do antigo Aeroporto Grand Central.
Em 4 de fevereiro de 2006, a KABC-TV se tornou a primeira emissora de televisão no estado da Califórnia a transmitir seus telejornais locais em alta definição.
Em julho de 2010, a The Walt Disney Company se envolveu em uma disputa de distribuição de sinal com a Time Warner Cable. Essa disputa envolveu a KABC-TV e três outras emissoras de propriedade da ABC: O Disney Channel e os canais ESPN. Se um acordo não tivesse sido feito, todos os canais de propriedade da Disney teriam sido removidos dos sistemas Time Warner Cable e Bright House Networks nos Estados Unidos. As empresas chegaram a um acordo de longo prazo para manter as emissoras e seus canais a cabo irmãos na Time Warner Cable e seus sistemas co-gerenciados em 2 de setembro do mesmo ano.
Em 30 de setembro de 2015, os estúdios da KABC-TV em Glendale foram evacuados devido a uma ameaça de bomba. Os funcionários da emissora saíram do prédio e tiraram a emissora do ar. O suspeito responsável pela ameaça era um homem de Glendale, de 22 anos, que foi preso em 14 de outubro de 2015. No dia, o telejornal das 16h foi transmitido de fora do estúdio, enquanto a polícia fazia procuras nas instalações da emissora com cães farejadores. Às 16h42, os funcionários da emissora foram autorizados a entrar novamente no estúdio.

## Sinal digital
| PSIP | Canal digital | Resolução de vídeo | Programação                            |
| ---- | ------------- | ------------------ | -------------------------------------- |
| 7.1  | 7 VHF         | 720p               | Programação principal da KABC-TV / ABC |
| 7.2  | 7 VHF         | 480i               | Localish                               |
| 7.3  | 7 VHF         | 480i               | This TV                                |
| 7.4  | 7 VHF         | 480i               | QVC2                                   |

A KABC-TV começou a operar em sinal digital em novembro de 2002. Em outubro de 2005, ativou seu subcanal digital 7.2, transmitindo a programação jornalística do canal local ABC7Plus. Em 27 de abril de 2009, estreou a Live Well Network nas emissoras próprias da ABC. A KABC-TV substituiu o ABC7Plus pela nova rede no mesmo dia, e ativou seu terceiro subcanal com um simulcast da LWN em SD. Em 15 de abril de 2015, a emissora passou a transmitir a rede Laff em seu terceiro subcanal. Em 17 de fevereiro de 2020, a ABC mudou o nome da LWN para Localish, mudando sua programação. Em 1 de abril de 2021, a emissora deixou de transmitir a programação da Laff no canal 7.3, passando a exibir a programação da rede This TV, e ativou seu quarto subcanal para exibir a programação da rede QVC2.

### Transição para o sinal digital
Com base no decreto federal de transição das emissoras de TV estadunidenses do sinal analógico para o digital, a KABC-TV descontinuou programação regular no sinal analógico pelo canal 7 VHF às 12h de 12 de junho de 2009, e mudou-se para o canal 7 VHF digital, pois os canais UHF de banda alta (52 a 69) haviam sido removidos do uso para radiodifusão pela FCC. Após a transição, alguns telespectadores tiveram dificuldade em receber o sinal da emissora, apesar da alta potência de 25 kW. Em 31 de março de 2009, a KABC-TV entrou com um pedido na FCC para aumentar a intensidade do seu sinal para a potência de 28.7 kW.

## Programas
Além de transmitir a programação nacional da ABC, a KABC-TV exibe os seguintes programas locaisː
- ABC 7 Game Time: Jornalístico esportivo, com Rob Fukuzaki;
- Eyewitness News at 11AM: Telejornal, com Jovana Lara e Phillip Palmer;
- Eyewitness News at 3PM: Telejornal;
- Eyewitness News at 4PM: Telejornal, com David Ono e Ellen Leyva;
- Eyewitness News at 5PM: Telejornal, com Marc Brown;
- Eyewitness News at 6PM: Telejornal, com David Ono e Ellen Leyva;
- Eyewitness News at 11PM: Telejornal, com Marc Brown;
- Eyewitness News Late Edition: Telejornal;
- Eyewitness News Sunday Morning at 7AM: Telejornal, com John Gregory e Rachel Brown;
- Eyewitness News Sunday Morning at 8AM: Telejornal, com John Gregory e Rachel Brown;
- Eyewitness News Saturday Morning at 9AM: Telejornal, com Rachel Brown;
- Eyewitness News Saturday Morning at 10AM: Telejornal, com Rachel Brown;
- Eyewitness News This Morning at 4AM: Telejornal, com Brandi Hitt e Leslie Sykes;
- Eyewitness News This Morning at 4:30AM: Telejornal, com Brandi Hitt e Leslie Sykes;
- Eyewitness News This Morning at 5AM: Telejornal, com Brandi Hitt e Leslie Sykes;
- Eyewitness News This Morning at 6AM: Telejornal, com Brandi Hitt e Leslie Sykes;
- Eyewitness Newsmakers: Jornalístico, com Adrienne Alpert;

Outros programas compuseram a grade da emissora, e foram descontinuados:
- 330
- ABC 7 Prime Movie Special
- ABC 7 Sports Zone
- AM Los Angeles
- Channel 7 News
- Eyewitness News Tonight
- Eyewitness Update
- Eye on L.A.
- Film At 11
- Insomniac Theater
- Lew Irwin Reports
- Movie 7
- On The Red Carpet
- The 3:30 Movie
- The 6 O'Clock Movie
- The 6:30 Movie
- The Late Movie
- The Pinky Lee Kids TV Show
- The Saturday Night Movie
- The Vampira Show
- Vista L.A.

### Programação jornalística
A KABC-TV atualmente transmite 51 horas e 25 minutos de telejornais produzidos localmente por semana (7 horas, 35 minutos a cada dia da semana e sete horas a cada aos sábados e domingos). A emissora já operou uma agência de notícias na capital do estado da Califórnia, Sacramento, compartilhando recursos com as emissoras irmãs KGO-TV em São Francisco e KFSN-TV em Fresno, sendo fechada em 2014. A emissora também tem agências localizadas dentro de sua área de cobertura, em Riverside e Orange. Na década de 80, a emissora também contava com uma sucursal localizada em Ventura.
Lew Irwin Reports, o primeiro telejornal da emissora produzido localmente, estreou em 1957. Inicialmente, o programa, com duração de 15 minutos, era transmitido de segunda a sábado às 23h. Em 1962, a emissora estreou um segundo telejornal,o Channel 7 News, apresentado por Ed Fleming, que havia trabalhado anteriormente para a concorrente KNXT (canal 2, hoje KCBS-TV).
A KABC-TV adotou pela primeira vez o formato Eyewitness News para seus telejornais em fevereiro de 1969. Bill Bonds e Stu Nahan foram a primeira dupla de apresentadores da KABC-TV sob o formato. Em dois anos, incapaz de derrubar o domínio dos telejornais The Big News e Eleven O'Clock Report da KNXT com Jerry Dunphy e Newservice da KNBC, Bonds voltou à sua atribuição anterior na ABC na WXYZ-TV em Detroit, e Nahan tornou-se o locutor esportivo principal da estação. O telejornal teve seu maior crescimento em agosto de 1975, quando a emissora contratou Dunphy como seu âncora principal, após sua demissão da KNXT. Embora inicialmente emparelhado com o recém-chegado John Hambrick, Dunphy mais tarde fez parceria com a repórter Christine Lund, e essa dupla levou a KABC-TV à liderança do jornalismo local na década de 80.
Durante a década de 80, a KABC-TV era uma das poucas emissoras do país a transmitir um bloco de três horas de noticiários locais durante a semana, das 16h às 19h. A emissora foi a primeira na região a apresentar um telejornal de uma hora às 16h, inicialmente ancorado por Jerry Dunphy e Tawny Little em setembro de 1980. Antes disso, a emissora transmitia duas horas de notícias das 17h às 19h. A emissora reduziu este bloco em meia hora em 1990, quando passou a exibir o World News Tonight às 18h30. Por um tempo no final da década de 80, eram 18h30. O telejornal foi intitulado Eyewitness Update e serviu como uma recapitulação final das notícias do dia, de natureza semelhante a um telejornal das 23h. Quando a novela Port Charles terminou sua exibição em 2003, a KABC-TV expandiu seu telejornal do meio-dia para uma hora inteira. Ocasionalmente, a emissora transmitia a edição ao vivo da Costa Leste do World News Tonight às 15h30. A ABC enfrentou acusações de que essa exibição adicional tinha como objetivo aumentar a audiência total do programa.
Em 13 de janeiro de 2014, a KABC-TV começou a produzir um noticiário noturno de uma hora na KDOC-TV (canal 56), emissora independente com sede em Anaheim. Ao mesmo tempo, a emissora também passou a retransmitir o telejornal da emissora das 23h à meia-noite. Em 31 de maio de 2016, a emissora estreou um telejornal às 15h nos dias de semana, competindo com o telejornal da KTLA naquele horário.
Em fevereiro de 2017, o helicóptero de notícias da estação, AIR7HD, lançou dois novos recursos: XTREME Vision e SkyMap7. O XTREME Vision usa uma lente de zoom avançada e é capaz de rastrear a velocidade do veículo em tempo real. SkyMap7 usa realidade aumentada para permitir que os visualizadores vejam os nomes das ruas sobrepostos à câmera, o que permite a identificação das ruas à noite. Ambos os recursos são alimentados pelo SHOTOVER F1 Live.

### Programação esportiva
Devido à sua propriedade comum com a ESPN, a KABC-TV se tornou a emissora oficial dos jogos do Los Angeles Rams em 2016 para as aparições do time no Monday Night Football. A partir desse ano, a emissora veicula apenas os jogos dos Rams no Monday Night Football, enquanto outros jogos são divididos entre quatro outras emissoras de televisão. A emissora também produz e transmite os programas da equipe dos Rams nas noites de sábado durante a temporada regular, com o comediante Jay Mohr como apresentador. A mesma programação de transmissão se aplica ao Los Angeles Chargers, depois que eles se mudaram de San Diego. A emissora também exibe jogos wild card da pós-temporada da NFL. Os Chargers nomearam a KABC-TV a emissora de televisão oficial em inglês da equipe a partir de 2017, dando à mesma acesso a transmissões de pré-temporada. A emissora produz programas esportivos sob vários nomes ao longo do ano, anteriormente com o nome ABC 7 Sports Zone (atualmente ABC 7 Game Time), que era produzido do ESPN Zone em Anaheim. O Rams Primetime Saturday é exibido após as transmissões da rede de jogos de futebol universitário Saturday Night; durante a temporada da NBA, a emissora exibe Slam Dunk Saturday/Sunday após os jogos de sábado à noite e domingo à tarde. A maioria dos programas ABC 7 Sports Zone era apresentado anteriormente de locais onde se praticam esportes da região, incluindo o Los Angeles Memorial Coliseum no Exposition Park, o Rose Bowl em Pasadena e o Staples Center em Los Angeles, e agora são produzidos nos estúdios de Glendale. É apresentado por Rob Fukuzaki, e tem participação, durante a temporada de basquete, do ex-Laker Michael Cooper.

### Outros programas locais
Atualmente, a KABC-TV exibe o Eyewitness Newsmakers, apresentada pela repórter Adrienne Alpert. A emissora produziu recentemente programas locais, como o Vista L.A. (que traça o perfil da vida latina no sul da Califórnia) e Eye on L.A. (que estava no ar desde o início dos anos 1980).
Antes das transmissões anuais do Oscar da ABC, a KABC-TV produz um programa ao vivo pré-premiação e pós-premiação, On the Red Carpet at the Oscars, com entrevistas no tapete vermelho e comentários sobre moda. Este programa também é exibido em outras emissoras próprias da rede e é distribuído a várias afiliadas da ABC e outras emissoras fora do país.
No passado, a KABC-TV exibia vários programas produzidos localmente, como AM Los Angeles, um talk show matinal que em vários momentos contou com as personalidades Regis Philbin, Sarah Purcell, Ralph Story, Tawny Little, Cristina Ferrare, Cyndy Garvey e Steve Edwards como apresentadores. O programa saiu do ar em 27 de setembro de 1991. Edwards também apresentou um programa vespertino de curta duração em meados da década de 80, chamado 330, que era exibido após a novela da ABC, The Edge of Night.
Em 30 de abril de 1954, a KABC-TV exibiu um programa de pré-estréia, Dig Me Later, Vampira, apresentado por Maila Nurmi às 23h. The Vampira Show estreou na mesma noite. Durante as primeiras quatro semanas, o programa foi ao ar à meia-noite e mudou para às 23h em 29 de maio. Dez meses depois, em 5 de março de 1955, a série começou a ser exibida às 22h30. Como a personagem "Vampira", Nurmi apresentava filmes enquanto andava por um corredor de névoa e teias de aranha.
Em 1964, Pinky Lee tentou retornar à televisão infantil ao apresentar um programa de comédia infantil local na KABC-TV, chamado The Pinky Lee Kids TV Show. A série também foi distribuída nacionalmente de 1964 a 1965.
De 2010 a 2014, a emissora também produziu um programa semanal de entretenimento, chamado On The Red Carpet, apresentado por Rachel Smith. Este programa também foi ao ar em outras emissoras próprias da ABC, e mais tarde foi distribuído a emissoras não afiliadas da ABC.
A KABC-TV também é a emissora oficial da Kingdom Day Parade em Crenshaw.

## Equipe

### Membros atuais[29]

#### Apresentadores
- Adrienne Alpert
- Brandi Hitt
- Coleen Sullivan
- Curt Sandoval
- David Ono
- Ellen Leyva
- Jovana Lara
- Leslie Sykes
- Marc Brown
- Michelle Tuzee
- Phillip Palmer
- Rachel Brown
- Rob Fukuzaki
- Veronica Miracle

#### Meteorologistas
- Alex Cheney
- Brianna Ruffalo
- Dallas Raines
- Danny Romero
- Leslie Lopez

#### Repórteres
- Amy Powell
- Anabel Muñoz
- Ashley Mackey
- Carlos Granda
- Chris Cristi
- Danielle Leigh
- Dave Kunz
- Denise Dador
- Eric Resendiz
- George Pennacchio
- Jade Hernandez
- Jessica De Nova
- John Gregory
- Jory Rand
- Josh Haskell
- Karl Schmid
- Leanne Suter
- Leo Stallworth
- Leticia Juarez
- Marc Cota-Robles
- Rob Hayes
- Scott Reiff
- Sid Garcia
- Sophie Flay
- Tony Cabrera

### Membros antigos[30]
- Angela Black
- Art Rascon (hoje na KTRK-TV em Houston)
- Ann Martin
- Baxter Ward †
- Bill Bonds †
- Bill Press
- Bill Weir (hoje na CNN)
- Bruce Herschensohn †
- Chuck Henry (hoje na KNBC)
- Christine Lund
- Dana King
- Desiree Horton (hoje na KCBS-TV e KCAL-TV)
- Dick Carlson
- Fred Anderson †
- Gary Franklin †
- George Fischbeck †
- Gene Washington
- Harold Greene (hoje na KCBS-TV e KCAL-TV)
- Indra Petersons (hoje na NBC News)
- Jerry Dunphy †
- Jessica Aguirre (hoje na KNTV em São Francisco–Oakland–San Jose)
- Jim Hill (hoje na KCBS-TV e KCAL-TV)
- J.J. Jackson †
- Joanne Ishimine
- John Hambrick †
- John Schubeck †
- Johnny Mountain
- Judd Hambrick
- Kelly Lange
- Kevin O'Connell
- Laura Diaz (hoje na KTTV)
- Lew Irwin
- Lillian Glass
- Maggie Rodriguez (hoje na WFLA-TV em Tampa)
- Maila Nurmi †
- Marianne Banister
- Michelle Tuzee
- Paul Moyer
- Pinky Lee †
- Ralph Story †
- Regis Philbin †
- Ric Romero
- Rick Monday (hoje na Los Angeles Dodgers Radio Network)
- Ron Olsen
- Rona Barrett
- Sam Chu Lin †
- Stu Nahan †
- Susan Campos
- Tawny Little
- Ted Dawson
- Terry Murphy
- Tina Malave
- Todd Donoho (hoje na Tiger Radio Network)
- Tom Snyder †
- Warren Olney (hoje na KCRW-FM em Santa Mônica)
- William C. Rader